# Ricardo Ávila
Ricardo Guardia Ávila (4 de enero de 1997) es un jugador panameño que juega como mediocampista. Actualmente milita en UMECIT FC de la Primera División de Panamá.

## Carrera
Nacido en la Ciudad de Panamá, Ávila comenzó un carrera en el antiguo Chorrillo Fútbol Club, ahora Universitario y Koper. Siendo parte de la primera vez mundialista Selección de fútbol de Panamá , asiste a Felipe Baloy para la anotación del primer gol de Panamá en una cita mundialista.

## Selección nacional

### Participaciones en selección nacional
| Copa                   | Categoría | Sede       | Resultado             | Partidos | Goles |
| ---------------------- | --------- | ---------- | --------------------- | -------- | ----- |
| Campeonato Sub-20 2017 | Sub-20    | Costa Rica | Fase de clasificación | 5        | 4     |
| Copa Mundial 2018      | Mayor     | Rusia      | Fase de grupos        | 2        | 0     |

## Clubes
| Club             | País           | Año           |
| ---------------- | -------------- | ------------- |
| Chorrillo FC     | Panamá         | 2014 - 2016   |
| FC Koper         | Eslovenia      | 2016          |
| KAA Gent II      | Bélgica        | 2016 - 2018   |
| CD Universitario | Panamá         | 2018          |
| Real Monarchs    | Estados Unidos | 2019 - 2020   |
| CD Universitario | Panamá         | 2020          |
| Veraguas CD      | Panamá         | 2021          |
| Zulia FC         | Venezuela      | 2022          |
| CD Universitario | Panamá         | 2023          |
| UMECIT FC        | Panamá         | 2024-presente |

## Palmarés

### Campeonatos nacionales
| Título           | Club          | País           | Año  |
| ---------------- | ------------- | -------------- | ---- |
| USL Championship | Real Monarchs | Estados Unidos | 2019 |